# Bahnhof Akihabara
Der Bahnhof Akihabara (jap. 秋葉原駅, Akihabara-eki) ist ein Bahnhof in der japanischen Hauptstadt Tokio. Der bedeutende Knotenbahnhof befindet sich im Nordosten des Bezirks Chiyoda inmitten des Einkaufs- und Vergnügungsviertels Akihabara. Er wird gemeinsam von den Bahngesellschaften JR East, Tōkyō Metro und MIR betrieben. Mit insgesamt fünf Linien gehört er zu den wichtigsten Bahnhöfen der Stadt.

## Verbindungen
Der Eisenbahnknoten Akihabara besteht aus einem oberirdischen Turmbahnhof, einem U-Bahnhof und einem unterirdischen Kopfbahnhof. Auf der untere Ebene des von JR East betriebenen Turmbahnhofs halten die Züge der Keihin-Tōhoku-Linie und der Yamanote-Linie, die in diesem Bereich parallel verlaufen. Erstere verbindet Ōmiya mit Tokio und Yokohama sowie daran anschließend auf der Negishi-Linie mit Ōfuna. Tagsüber fahren die Nahverkehrszüge alle fünf Minuten, während der Hauptverkehrszeit alle drei bis vier Minuten. Somit werden jede Stunde zwischen 12 und 20 Züge angeboten. Ähnlich dicht ist der Verkehr auf der ringförmig rund um das Tokioter Stadtzentrum verlaufenden Yamanote-Linie: Tagsüber in beiden Richtungen zwölf Züge je Stunde, während der Hauptverkehrszeit bis zu 18 Züge. Auf der oberen Ebene verläuft die Chūō-Sōbu-Linie, die das Stadtzentrum Tokios von Westen nach Osten durchquert und dabei Mitaka mit Shinjuku, Akihabara, Funabashi und Chiba verbindet. Tagsüber fahren die Züge alle fünf bis sechs Minuten, während der Hauptverkehrszeit alle drei bis vier Minuten.
Vom Kopfbahnhof aus führt der Tsukuba-Express der Bahngesellschaft Metropolitan Intercity Railway (MIR) über Kita-Senju und Minami-Nagareyama nach Tsukuba. Werktags verkehren die Züge während der Hauptverkehrszeit alle zwei bis drei Minuten, tagsüber alle sechs Minuten. Die zum Netz der U-Bahn Tokio gehörende Hibiya-Linie verbindet Naka-Meguro mit Kita-Senju und wird an ihren Enden zum Streckennetz der Bahngesellschaften Tōkyū Dentetsu bzw. Tōbu Tetsudō durchgebunden. Dabei fahren die Züge tagsüber alle fünf Minuten und während der Hauptverkehrszeit alle zwei bis drei Minuten. Auf dem nordöstlichen Bahnhofsvorplatz befindet sich ein Busterminal, der von zwei Buslinien der Gesellschaft Toei Bus und einer Quartierbuslinie der Bezirksverwaltung Chiyoda bedient wird. Ebenso fahren von dort über ein Dutzend Fernbuslinien verschiedener Anbieter ab.

## Anlage
Der kreuzförmige Bahnhofskomplex ist nach dem Einkaufs- und Vergnügungsviertel Akihabara benannt. Hier sind eine Vielzahl von Kaufhäusern und kleinen Einzelhändlern zu finden, die in der Hauptsache eine breite Palette an Unterhaltungselektronik anbieten (daher der Spitzname Electric City). Akihabara ist auch eines der Zentren der Otaku-Kultur, da hier viele Händler aus den Bereichen Anime, Manga und Merchandise ebenfalls Läden eröffnet haben; ein weiteres Merkmal sind die Maid Cafés. Daneben sind der Bahnhof und dessen Umgebung bekannt als Schauplatz der Fernsehserie Densha Otoko. Verwaltungstechnisch liegt der Bahnhof am Schnittpunkt der Stadtteile Sotokanda (im Westen), Kanda Sakumachō (im Südosten) und Kanda Hanaokachō (im Nordosten), die alle zum Bezirk Chiyoda gehören.
Am westlichsten steht der dreigeschossige Turmbahnhof von JR East, dessen Erdgeschoss von vier Seiten her betreten werden kann. Die Eingänge heißen auf Englisch Atré 1 Gate (im Norden), Central Gate (im Süden), Electric City Gate (im Westen) und Shōwa-dōri Gate (im Osten). Während der nördliche Eingangsbereich in ein Atré-Kaufhaus integriert ist und zum Busterminal auf dem Bahnhofsvorplatz führt, ist der touristisch bedeutende Hauptteil des Akihabara-Viertels über die Electric City Gate erreichbar. Auf der zweiten Ebene verlaufen in Nord-Süd-Richtung je zwei Gleise der Keihin-Tōhoku-Linie und der Yamanote-Linie, die an zwei überdachten Mittelbahnsteigen liegen. Östlich davon verlaufen zwei weitere Gleispaare, die über keine Bahnsteige verfügen. Es sind dies zum einen die Ueno-Tokio-Linie, zum anderen die normalspurige Schnellfahrstrecke Tōhoku-Shinkansen. Auf der dritten Ebene liegen an zwei überdachten, von Osten nach Westen ausgerichteten Seitenbahnsteigen die beiden Gleise der Chūō-Sōbu-Linie.
Der zwei Ebenen umfassende U-Bahnhof der Hibiya-Linie befindet sich etwa 200 Meter östlich des Turmbahnhofs unter der Hauptverkehrsachse Shōwa-dōri, deren Verlauf jener der Nationalstraße 4 entspricht. Unterhalb der Verteilerebene verlaufen die Gleise in Nord-Süd-Richtung entlang von Seitenbahnsteigen. Zwischen dem Turmbahnhof und dem U-Bahnhof, leicht nach Norden versetzt, ist der Kopfbahnhof des Tsukuba-Express zu finden, der in das 18 Stockwerke hohe Geschäfts- und Hotelgebäude Akiba Tolim integriert ist. Die beiden stumpf endenden, von Süden nach Norden verlaufenden Gleise liegen in 33 Metern Tiefe an einem breiten Mittelbahnsteig.
Unmittelbar westlich des Bahnhofs erhebt sich das Akihabara-Dai-Gebäude.
Im Fiskaljahr 2019 nutzten durchschnittlich 378.480 Fahrgäste täglich den Bahnhof. Davon entfielen 248.033 auf JR East, 61.492 auf Tōkyō Metro und 68.955 auf den Tsukuba-Express.

## Bilder

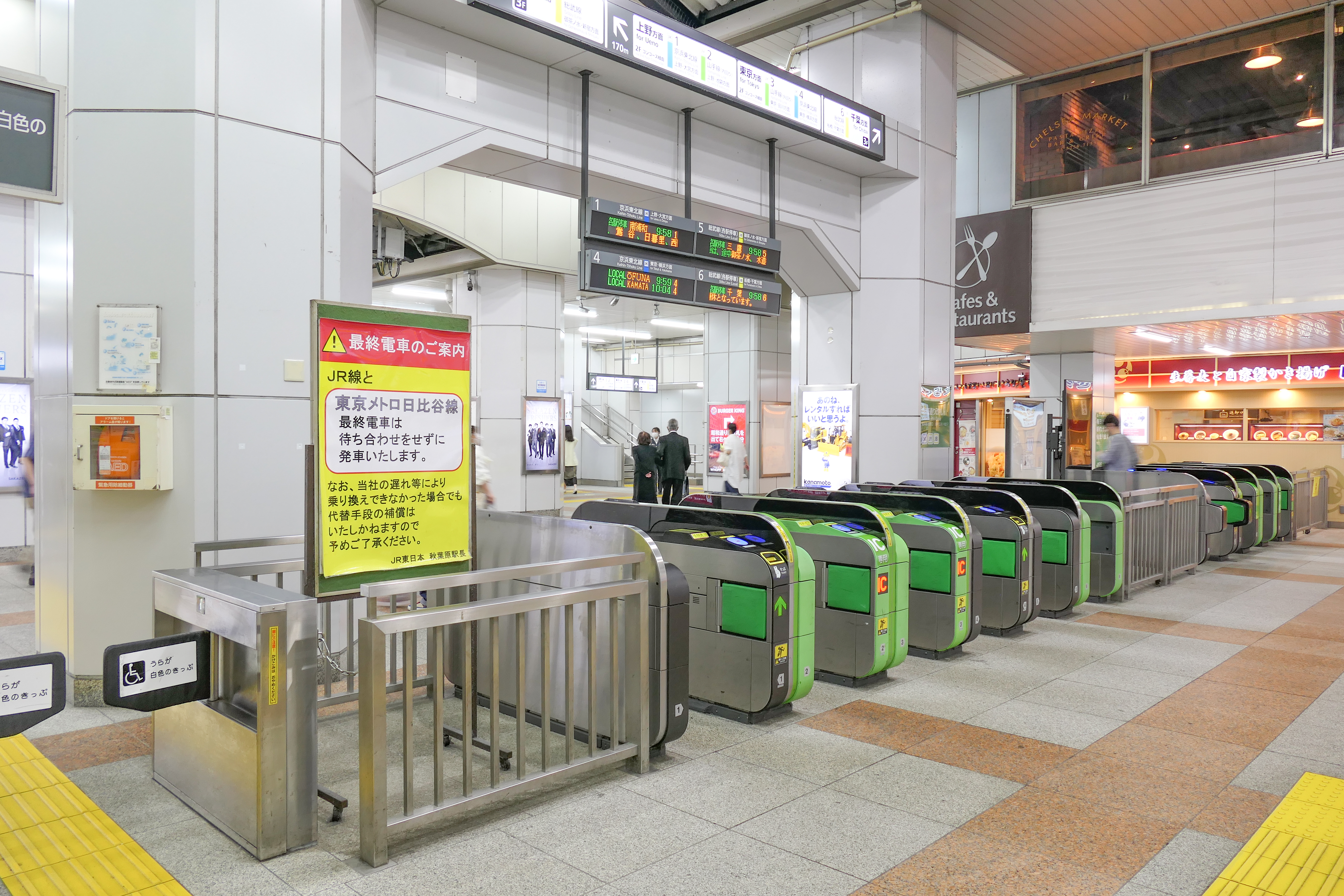
Bahnsteigsperren von JR East
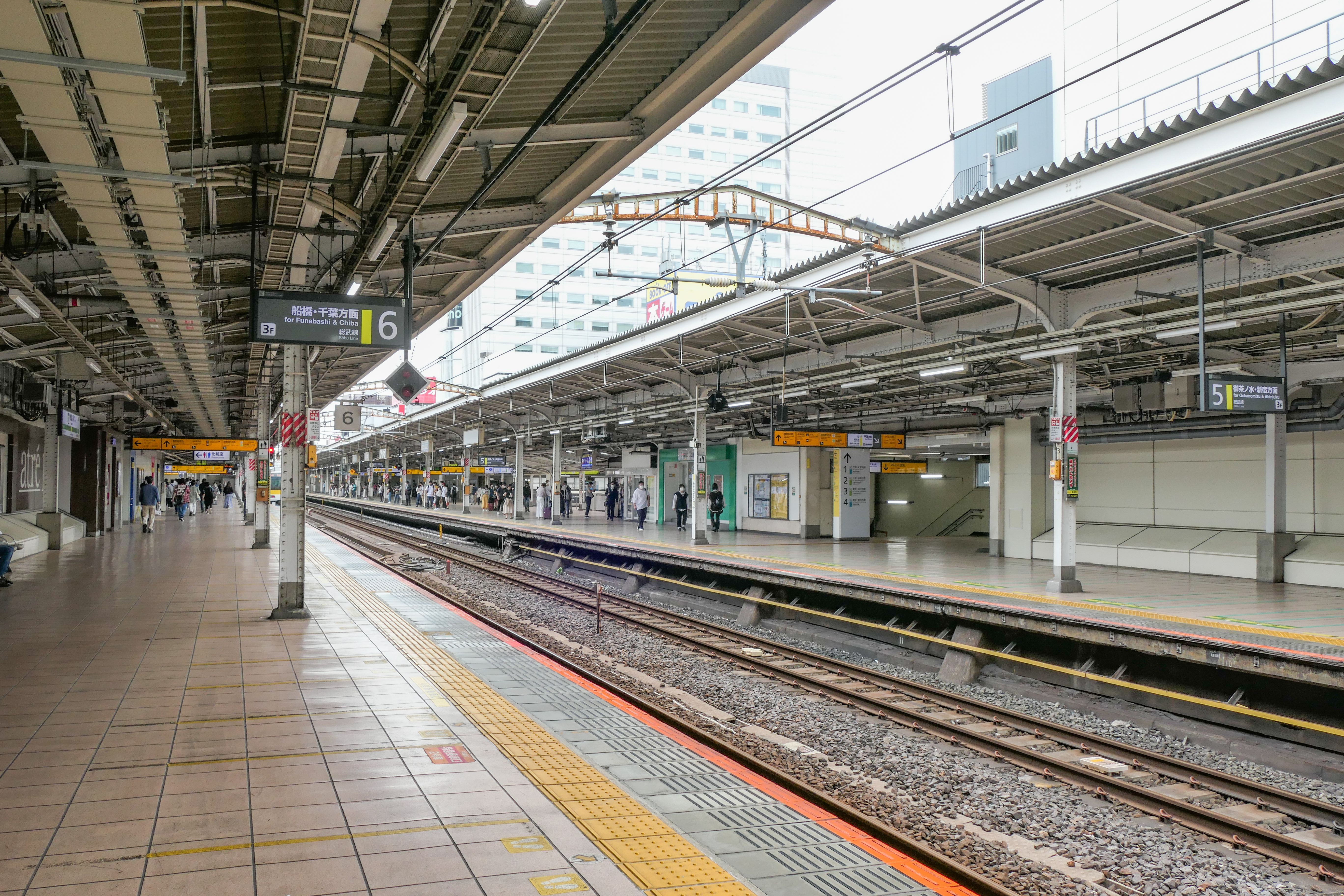
JR-Bahnsteige (obere Ebene)
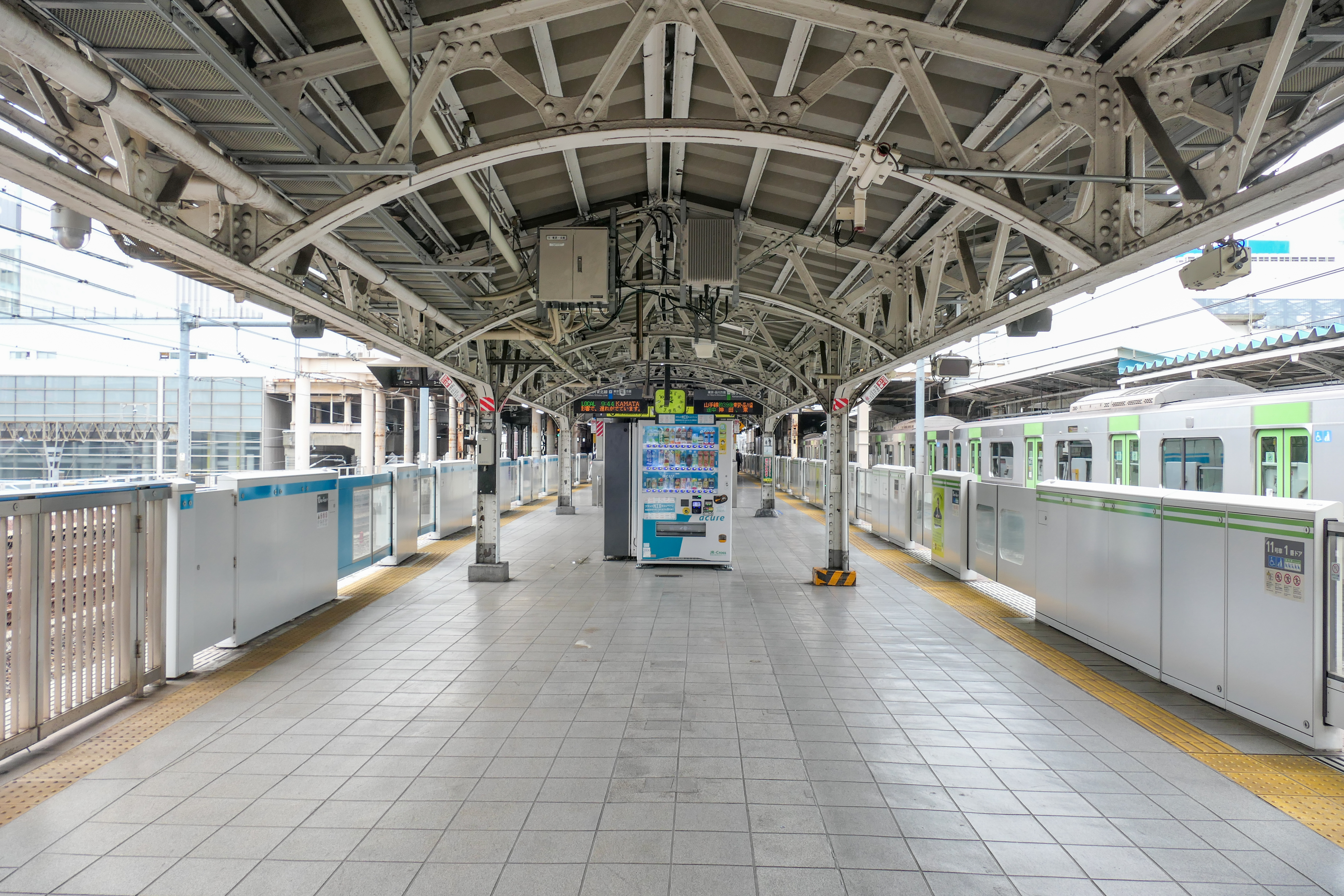
JR-Bahnsteig (untere Ebene)
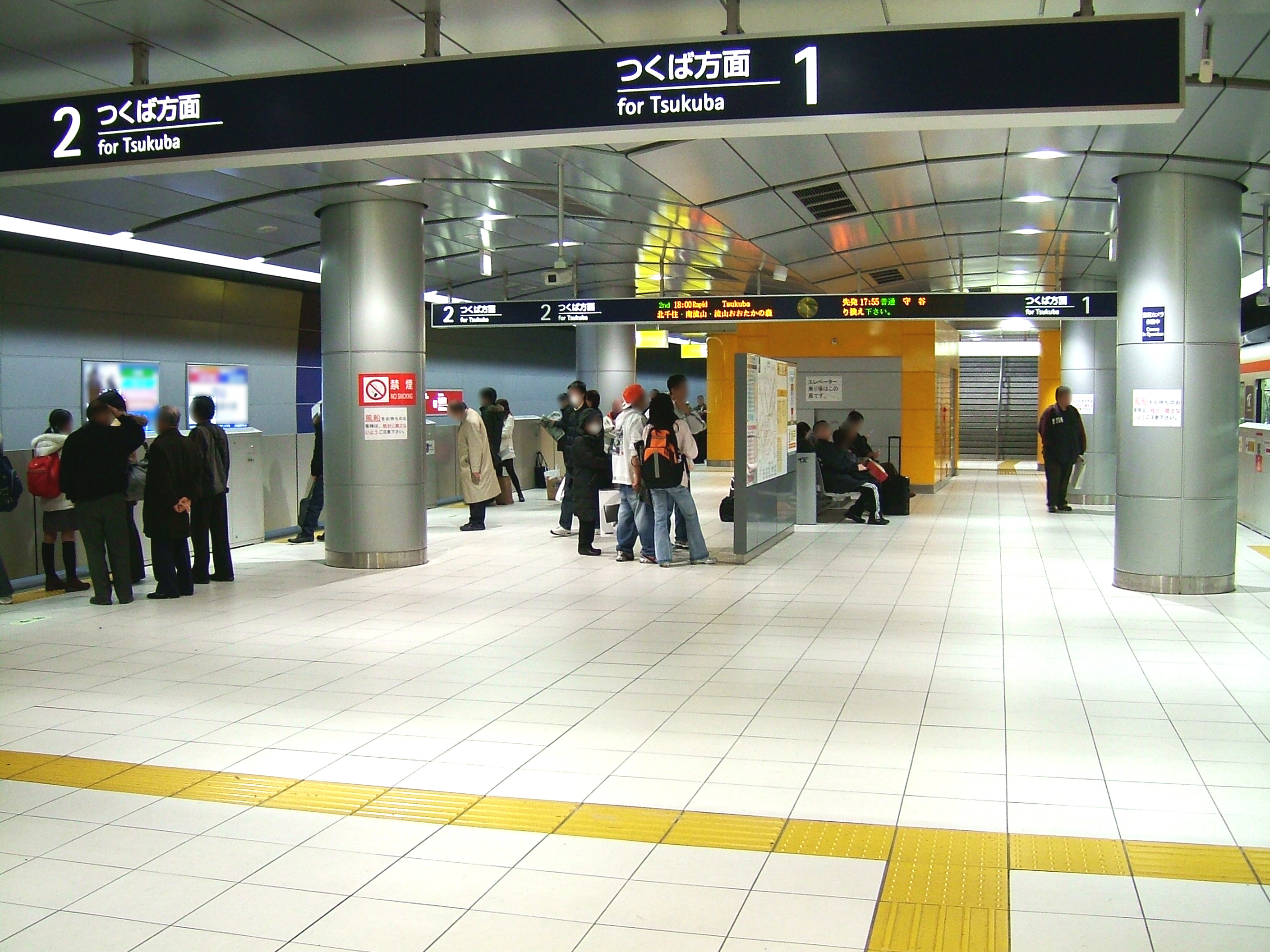
Bahnsteig des Tsukuba-Express
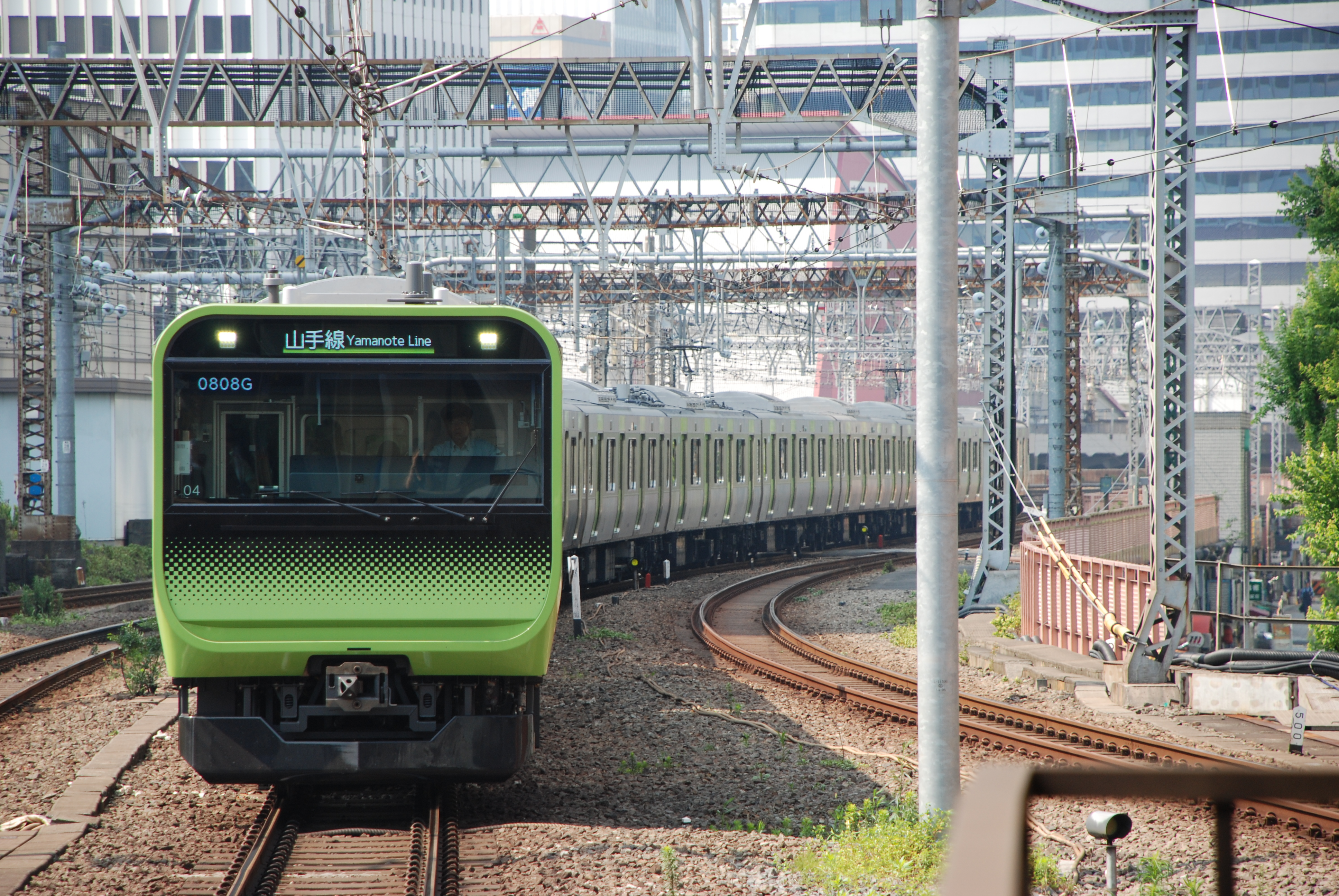
Ein Zug der Yamanote-Linie fährt in den Bahnhof ein

## Gleise

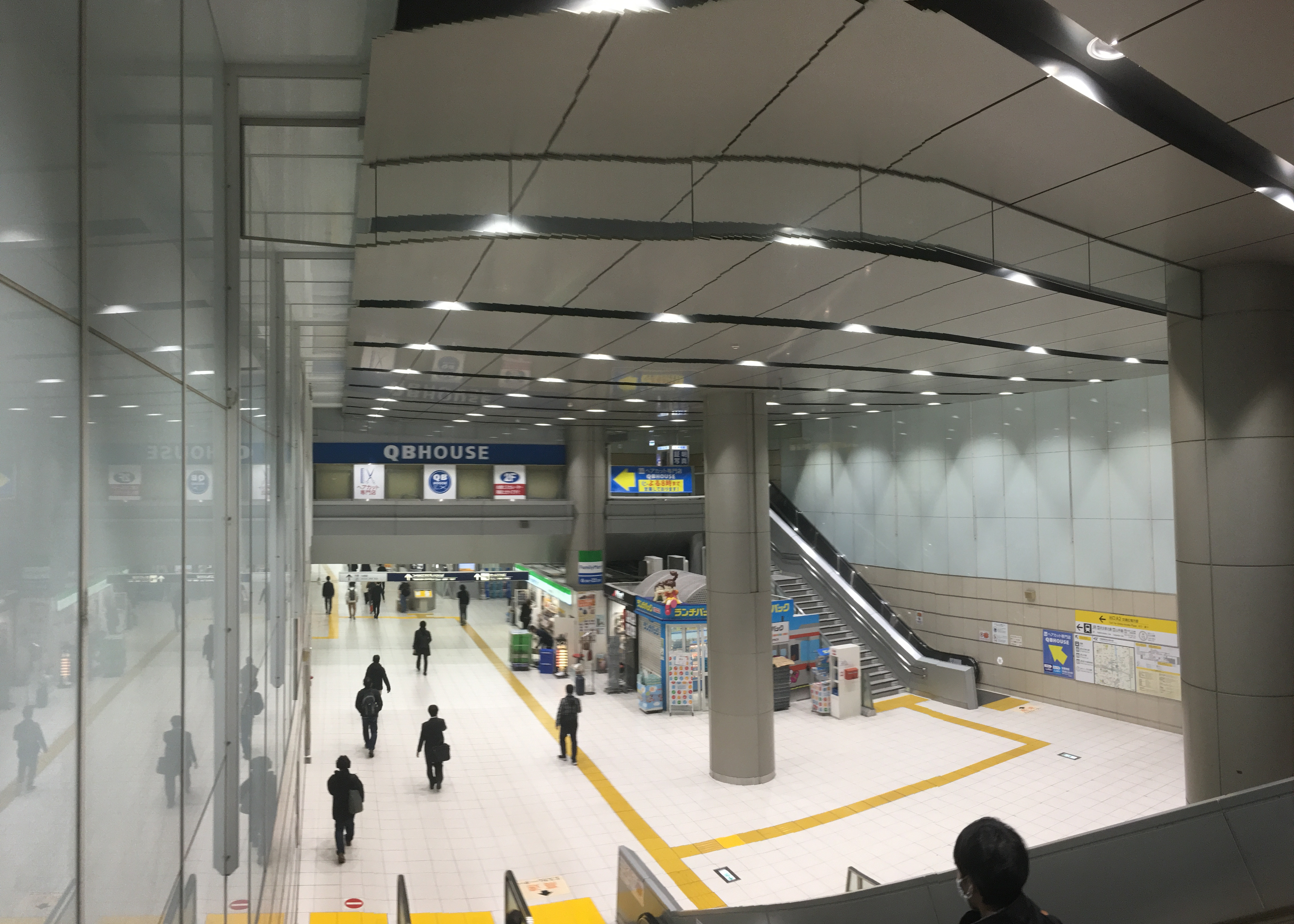
Verteilerebene des Bahnhofs des Tsukuba-Express

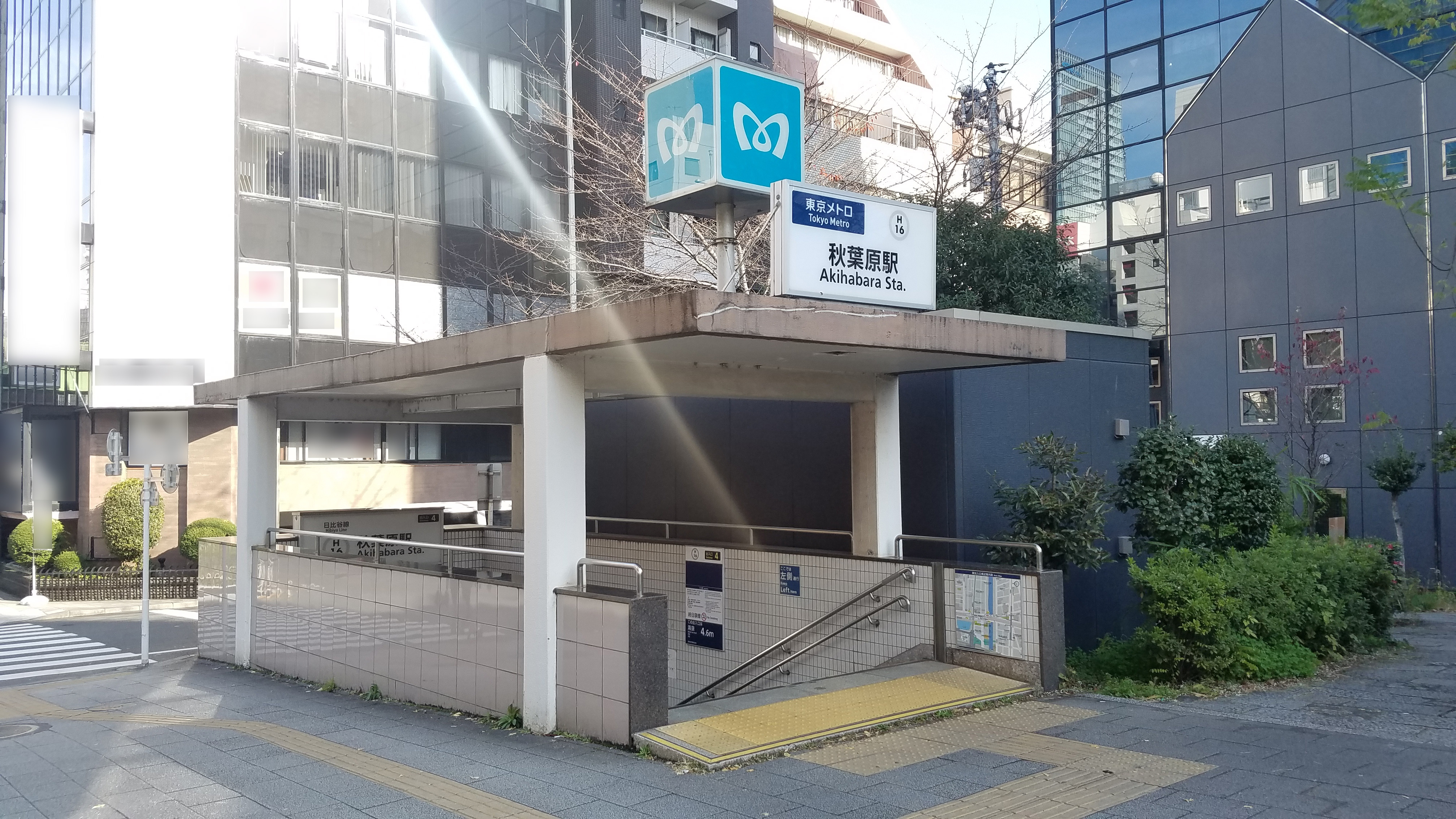
Eingang zum U-Bahnhof

JR East;
| 1 | ▉ Keihin-Tōhoku-Linie | Ueno • Akabane • Ōmiya               |
| 2 | ▉ Yamanote-Linie      | Ueno • Tabata • Ikebukuro • Shinjuku |
| 3 | ▉ Yamanote-Linie      | Tokio • Shimbashi • Shinagawa        |
| 4 | ▉ Keihin-Tōhoku-Linie | Tokio • Kawasaki • Yokohama          |
| 5 | ▉ Chūō-Sōbu-Linie     | Shinjuku • Nakano • Mitaka           |
| 6 | ▉ Chūō-Sōbu-Linie     | Funabashi • Tsudanuma • Chiba        |

Tōkyō Metro:
| 1 | Hibiya-Linie | Ginza • Roppongi • Naka-Meguro |
| 2 | Hibiya-Linie | Ueno • Kita-Senju              |

Tsukuba-Express:
| 1/2 | ▉ Tsukuba-Express TX | Asakusa • Kita-Senju • Minami-Nagareyama • Tsukuba |

## Linien
| Verlauf der Chūō-Schnellbahnlinie |
| --- |
| Chiba • Nishi-Chiba • Inage • Shin-Kemigawa • Makuhari • Makuharihongō • Tsudanuma • Higashi-Funabashi • Funabashi • Nishi-Funabashi • Shimōsa-Nakayama • Moto-Yawata • Ichikawa • Koiwa • Shin-Koiwa • Hirai • Kameido • Kinshichō • Ryōgoku • Asakusabashi • Akihabara • Ochanomizu • Suidōbashi • Iidabashi • Ichigaya • Yotsuya • Shinanomachi • Sendagaya • Yoyogi • Shinjuku • Ōkubo • Higashi-Nakano • Nakano • Kōenji • Asagaya • Ogikubo • Nishi-Ogikubo • Kichijōji • Mitaka |

| Verlauf der Keihin-Tōhoku-Linie / Negishi-Linie |
| --- |
| Ōmiya • Saitama-Shintoshin • Yono • Kita-Urawa • Urawa • Minami-Urawa • Warabi • Nishi-Kawaguchi • Kawaguchi • Akabane • Higashi-Jūjō • Ōji • Kami-Nakazato • Tabata • Nishi-Nippori • Nippori • Uguisudani • Ueno • Okachimachi • Akihabara • Kanda • Tokyo • Yūrakuchō • Shimbashi • Hamamatsuchō • Tamachi • Takanawa Gateway • Shinagawa • Ōimachi • Ōmori • Kamata • Kawasaki • Tsurumi • Shin-Koyasu • Higashi-Kanagawa • Yokohama • Sakuragichō • Kannai • Ishikawachō • Yamate • Negishi • Isogo • Shin-Sugita • Yōkōdai • Kōnandai • Hongōdai • Ōfuna |

| Verlauf der Yamanote-Linie |
| --- |
| Shinagawa • Ōsaki • Gotanda • Meguro • Ebisu • Shibuya • Harajuku • Yoyogi • Shinjuku • Shin-Ōkubo • Takadanobaba • Mejiro • Ikebukuro • Ōtsuka • Sugamo • Komagome • Tabata • Nishi-Nippori • Nippori • Uguisudani • Ueno • Okachimachi • Akihabara • Kanda • Tokyo • Yūrakuchō • Shimbashi • Hamamatsuchō • Tamachi • Takanawa Gateway • Shinagawa |

## Geschichte

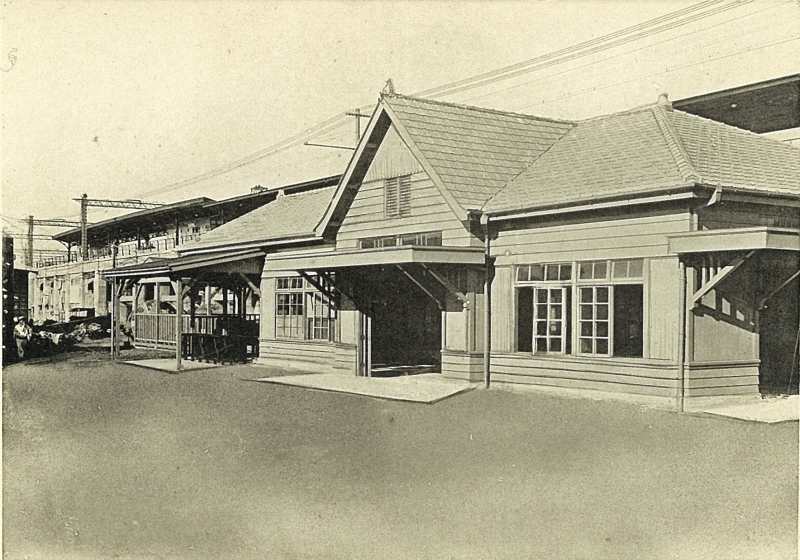
Eingang zum Bahnhof Akihabara im Jahr 1925

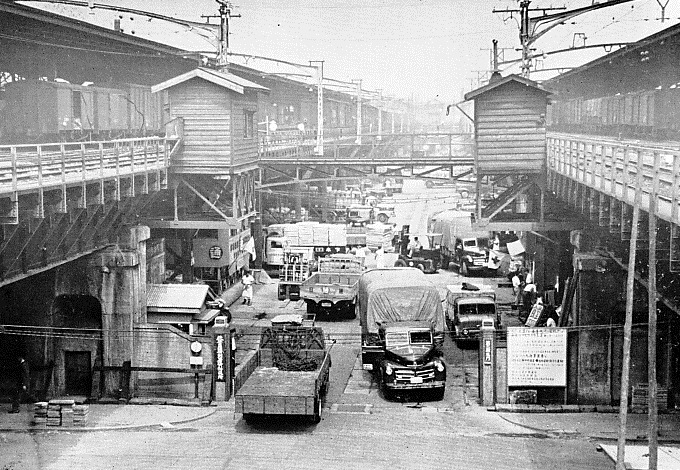
Ehemaliger Güterbahnhof Akihabara (um 1960)

Die Strecken der Nippon Tetsudō, Japans erster privater Bahngesellschaft, endeten ursprünglich im Bahnhof Ueno. Mit dem Zuwachs von Fahrgästen und Gütern, die dort abgefertigt wurden, nahm auch die Überlastung der umliegenden engen Straßen kontinuierlich zu. Um ihren Endbahnhof zu entlasten, baute die Nippon Tetsudō eine dem Schienengüterverkehr vorbehaltene Strecke. Sie führte zu einer freien Fläche, die seit der Edo-Zeit als Brandschneise genutzt worden war. Am 1. November 1890 erfolgte die Eröffnung des Güterbahnhofs Akihabara und der nach Ueno führenden Akihabara-Linie. Da sie ebenerdig verlief, schnitt sie den Straßenverkehr in Ost-West-Richtung ab, was zunehmend Proteste der Anwohner und Gewerbetreibenden hervorrief. Die Stadtverwaltung ließ die Strecke beidseitig einzäunen und die Bahnübergänge sichern, ebenso erließ sie Beschränkungen für Betriebszeiten und Anzahl der Züge. Als Folge des Eisenbahnverstaatlichungsgesetzes gingen die Anlagen am 1. November 1906 an das staatliche Eisenbahnamt (das spätere Eisenbahnministerium) über. Ab 1909 galt die Akihabara-Güterlinie als Teil der Tōhoku-Hauptlinie.
Die großflächigen Zerstörungen des Großen Kantō-Erdbebens am 1. September 1923 ermöglichten es dem Eisenbahnministerium, die seit längerer Zeit geplante Hochbahnstrecke zwischen den Bahnhöfen Ueno und Kanda deutlich rascher als ursprünglich vorgesehen voranzutreiben. Am 1. November 1925 konnte die Tōhoku-Hauptlinie bis zum Bahnhof Tokio für den Personenverkehr verlängert werden. Die neue Strecke ermöglichte zudem die Einführung des Ringbetriebs auf der Yamanote-Linie. Am selben Tag erfolgte auch die Eröffnung des neuen, auf dem Viadukt gelegenen Personenbahnhofs Akihabara. Zwei der sechs Gleise dienten dem Güterverkehr. Allerdings verzögerte sich die Verlegung der Anlagen für den Güterumschlag auf die Hochbahn, weshalb die Güterzüge verkehrten weiterhin ebenerdig verkehrten. Die erste Bauphase mit dem Be- und Entladebereich auf der Westseite war am 1. April 1928 abgeschlossen und am 1. Oktober 1931 folgte die Inbetriebnahme von Lagerräumen unter den Hochbahngleisen.
Nach der Verlegung einer zusätzlichen elektrifizierten Doppelspur konnte der Viadukt ab 1. November 1928 auch von Zügen der von Tokio nach Akabane verlängerten Keihin-Tōhoku-Linie befahren werden. Mit der Eröffnung der Chūō-Sōbu-Linie von Ryōgoku nach Ochanomizu am 1. Juli 1932 wurde Akihabara zu einem dreigeschossigen Turmbahnhof. Die zweite Bauphase des aufgeständerten Güterbahnhofs (östlicher Be- und Entladebereich) war am selben Tag abgeschlossen, worauf die ebenerdige Güterlinie nach Ueno entfernt werden konnte. Infolge eines Luftangriffs während des Pazifikkriegs durch die United States Army Air Forces brannte der Bahnhof am 10. März 1945 vollkommen nieder. Dabei wurden auch 14 Reisezugwagen und 50 Güterwaggons zerstört.
Der Wiederaufbau nach Kriegsende zog sich über mehrere Jahre hin. Die staatliche U-Bahn-Gesellschaft Eiden (heute Tōkyō Metro) eröffnete am 31. Mai 1962 einen Abschnitt der Hibiya-Linie zwischen Kita-Senju und Ningyōchō. In Akihabara war dafür unter der Shōwa-dōri, etwa 200 Meter östlich des Bahnhofs, ein U-Bahnhof errichtet worden. Nach dem Krieg wickelte die Japanische Staatsbahn den Güterverkehr zunehmend in Containern ab, doch der Bahnhof Akihabara mit seinen hoch liegenden Umschlaganlagen in enger Lage konnte mit dieser Entwicklung nicht Schritt halten und fiel weit hinter andere Anlagen zurück. Als Reaktion darauf stellte die Staatsbahn den Güterumschlag am 1. Februar 1975 ein. Die Umschlaganlagen wichen später der Trasse der Tōhoku-Shinkansen.

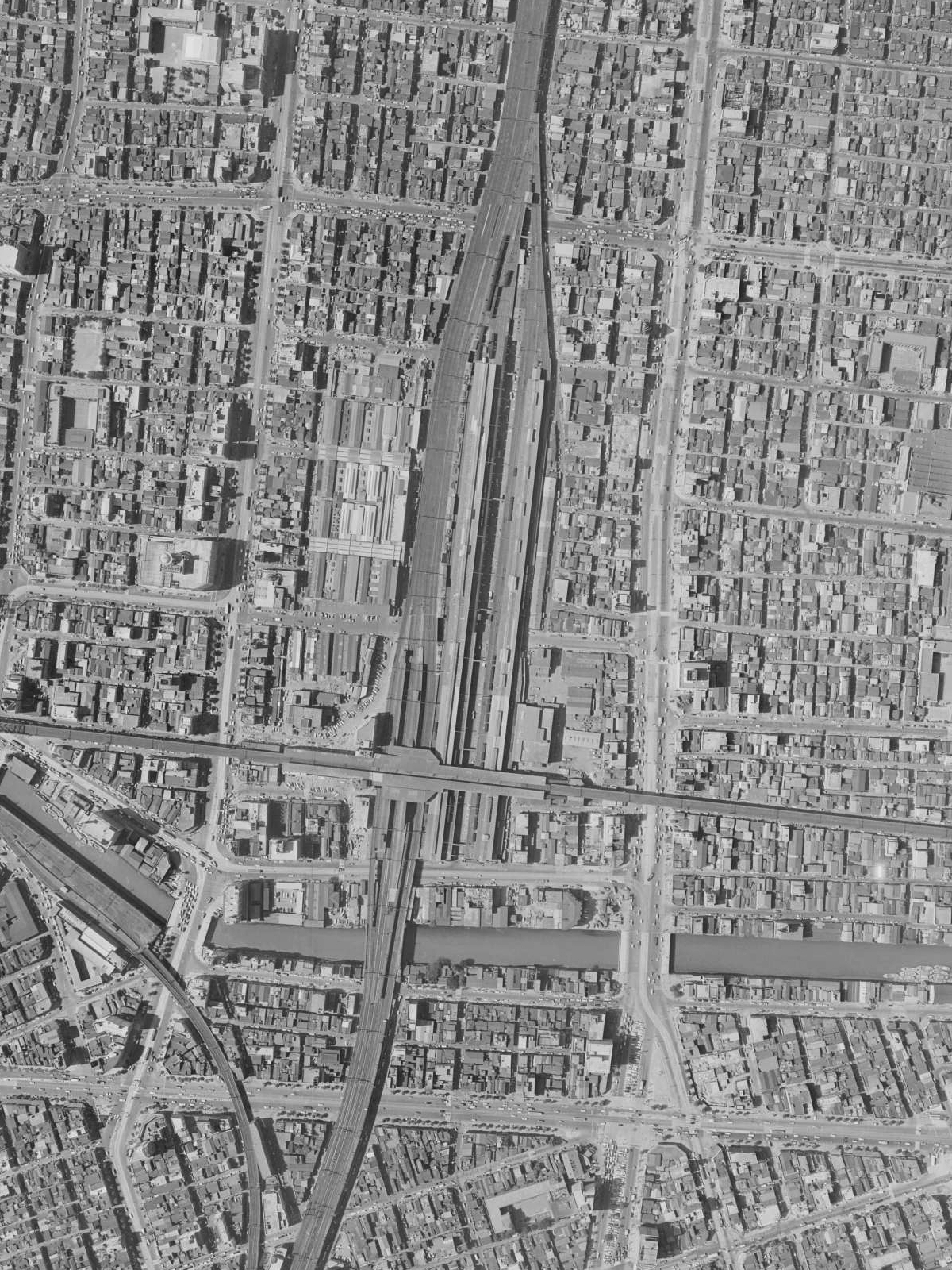
Luftansicht von 1963

Im Rahmen der Staatsbahnprivatisierung ging der Turmbahnhof am 1. April 1987 in den Besitz der neuen Gesellschaft JR East über. Am 24. August 2004 eröffnete die Metropolitan Intercity Railway (MIR) den Bahnhof für die neu erbaute Strecke des Tsukuba-Express. Zuvor war der darüber liegende Bahnhof von JR East umfassend renoviert und erweitert worden. Aus Platzgründen waren die Gleise der Tōhoku-Hauptlinie nach der Eröffnung der Schnellfahrstrecke im Jahr 1991 beim benachbarten Bahnhof Kanda unterbrochen worden und dienten in Akihabara zum Abstellen von Zügen. Um diesen Flaschenhals zu beseitigen, entstand ab Mai 2008 die Ueno-Tokio-Linie, die zum Teil aufgeständert über der Schnellfahrstrecke verläuft. Ihre Eröffnung erfolgte am 14. März 2015. Ursprünglich hatte JR East in Akihabara den Bau eines zusätzlichen Bahnsteigs an den Gleisen der Ueno-Tokio-Linie geplant, verzichtete aber aus Kostengründen darauf.